# 610 (numero)
Seicentodieci (610) è il numero naturale dopo il 609 e prima del 611.

## Proprietà matematiche
- È un numero pari.
- 610 è un numero composto con 8 divisori: 1 ,2, 5, 10, 61, 122, 305, 610. Dato che la somma dei divisori, escluso il numero stesso, è 506<610, è un numero difettivo.
- È un numero sfenico.
- 610 è il quindicesimo numero della successione di Fibonacci, dopo il 377 e prima del 987.
- È un numero palindromo nel sistema di numerazione posizionale a base 9 (747), in quello a base 11 (505) e nel sistema numerico esadecimale.
- È un numero nontotiente (per cui la equazione φ(x) = n non ha soluzione).
- È un numero malvagio.

## Astronomia
- 610 Valeska è un asteroide della fascia principale del sistema solare.

## Astronautica
- Cosmos 610 è un satellite artificiale russo.